# Sacha Ramos
Sacha Ramos est un écrivain, danseur et chorégraphe français né le 11 février 1969 à Paris.

## Biographie
Ancien élève du Conservatoire de Paris en ballet classique et danse moderne, il commence sa carrière en 1985 comme soliste du Ballet national d'Avignon (direction : Michel Bruel). De 1986 à 1991, il est successivement soliste du Ballet royal de Wallonie (direction : George Lefébre), du Ballet national de Marseille (direction : Roland Petit) et du Béjart Ballet Lausanne (direction : Maurice Béjart). En 1991, il fonde sa propre compagnie, la Compagnie Buissonnière, à Lausanne, avec laquelle il crée sept spectacles, dont Les Buveurs de brouillard (1994), pour lequel il reçoit le prix du Meilleur Chorégraphe de danse contemporaine, remis par le ministère suisse de la Culture.
Parti vivre en Italie en 1997, il y a créé, en tant que chorégraphe invité, ou pour sa nouvelle compagnie, fondée en 2001, une dizaine de spectacles. Il poursuit parallèlement une activité de professeur de danse, menée depuis 1992 en Belgique, Suisse, France, Espagne et Italie. Il enseigne aujourd'hui à Rome.
Au milieu des années 2000, il délaisse peu à peu sa compagnie pour se consacrer à la littérature. Il publie régulièrement des nouvelles, poèmes et feuilletons dans La Revue littéraire. Son premier roman, Le Complot des apparences, paraît en 2010 ; il reçoit le Prix Ulysse du Premier roman (Arte Mare). Deux autres suivront en 2011 et 2012. En 2005, Pierre Assouline écrivait de sa nouvelle Le Dernier Homme (œuvres complètes) : elle a « un son qui la distingue (...) et mérite qu'on s'y arrête en guettant ce qui sortira ensuite de cette plume ».

### Publications en revues
- Le Dernier Homme (œuvres complètes), La Revue littéraire n°14, mai 2005
- Les Lettres d'Horace Blue, La Revue littéraire n°21, décembre 2005 ; n°22, janvier 2006
- Élégie de cabot, La Revue littéraire n°23, février 2006
- La Révolution, La Revue littéraire n°33, hiver 2007-2008 ; n°34/35, printemps 2008
- Chronique des gestes qui sauvent. Préambule en forme de purée, La Revue littéraire n°50, novembre-décembre 2010
- Chronique des gestes qui sauvent. La baffe dans la gueule, La Revue littéraire n°52, février-mars 2012

### Livres
- Larme à gauche, L'Âge d'Homme, 1996
- Le Complot des apparences, roman, Éditions Léo Scheer, 2010
- Pour en finir avec l'obscurité, roman, Éditions Léo Scheer, 2011
- Révolte de la dernière pluie, roman, Éditions Léo Scheer, 2012